# Gibson Little Lucille
Die Gibson Little Lucille ist ein E-Gitarren-Modell, das von 1999 bis 2005 vom US-amerikanischen Musikinstrumentenhersteller Gibson gebaut wurde. Die Little Lucille ist vom Typ her eine Semi-solid-E-Gitarre mit zwei großen Hohlkammern im Korpus, die als Resonanzkörper dienen. Das Modell trägt auf beziehungsweise in der Decke zwei elektromagnetische Tonabnehmer sowie zwei Schalllöcher in f-Form. Die Little Lucille ist ein Schwestermodell des E-Gitarrenmodells Gibson Blueshawk und unterscheidet sich von dieser durch die Form der Aufhängung der Gitarrensaiten. Der Name des Gitarrenmodells ist dem größeren Modell Gibson Lucille entlehnt, der Signature-Gitarre des Blues-Gitarristen B. B. King.

## Konstruktion
Der Korpus der Gibson Little Lucille besteht aus einem Bodenteil aus Pappelholz mit hohlgefrästen Kammern sowie einer flachen Decke aus Ahornholz mit doppeltem F-Loch. Die Decke ist mit einer Einfassung aus einem Streifen Kunststoff versehen, die farblich auf die cremefarbigen Tonabnehmer abgestimmt ist. Der in den Korpus eingeleimte, gleichfalls cremefarben eingefasste Hals aus Mahagoni trägt ein Griffbrett aus Palisander mit rautenförmigen Diamond-Einlagen.
Anders als beim Schwestermodell Blueshawk werden die unteren Enden der Saiten bei der Little Lucille nicht durch den Korpus geführt und auf der Rückseite des Instruments befestigt, sondern sie werden an einem Saitenhalter vom Typ TP6 auf der Instrumentendecke aufgehängt. Dieser ist mit Feinstimmern ausgestattet, die Gitarristen das rasche Nachstimmen der Gitarre während des Spielens ermöglichen. Diese Ausstattung wurde vom Modell Gibson Lucille übernommen. Als Steg dient die Gibson Tune-O-Matic Bridge.
Die beiden Tonabnehmer der Little Lucille sind speziell entwickelte Einzelspuler (englisch: Single Coil) des 1948 von Gibson entwickelten Typs P-90, hier bezeichnet als Blues P-90, mit einer zusätzlichen Magnetspule, die nicht der Tonumwandlung, sondern der Unterdrückung von störenden Nebengeräuschen durch Einstreuungen in das Magnetfeld dient („Dummy-Spule“).
Die Little Lucille verfügt wie die Modelle Lucille und Gibson Blueshawk über eine besondere Klangregelung: Durch ein Potentiometer mit zusätzlicher Druckknopf-Funktion („Push-Pull-Poti“) kann eine Klangschaltung aktiviert werden, die das Ausdünnen bestimmter Frequenzspektren des Tons ermöglicht. Diese Klangschaltung wird von einem weiteren Drehregler mit sechs Schaltphasen gesteuert (Varitone-Klangschaltung).

## Modelle
Die „Little Lucille“ war als limitiertes Modell gedacht, das im Jahr 2000 nur in Nashville und lediglich in der Lackierung Ebony (Schwarz) gebaut wurde. Nachdem der "Gibson Custom Shop" in Memphis eröffnet hatte, wurde das nachgefragte Modell dort zwischen 2002 und 2005 gebaut und in den Lackierungen Ebony (Schwarz), Blues Burst (eine Variante der Sunburst-Lackierung in Blautönen) und Wine Red (Weinrot) angeboten.
Die sichtbaren Metallteile der „Little Lucille“ sind vergoldet, die Stimmmechaniken stammen vom Hersteller Grover. Anders als die Gibson Blueshawk, die standardmäßig mit einer Tragetasche (Gigbag) ausgeliefert wurde, erhielt die Little Lucille einen Gibson-Gitarrenkoffer als serienmäßiges Zubehör.

## Namensgebung
Die Gibson Little Lucille wurde wie die Blueshawk vor allem für Blues, Country-Musik und Rock ’n’ Roll entwickelt. Im offiziellen Gibson-Katalog wurde die Gibson Little Lucille von B. B. King beworben, dessen Anregungen und Wünsche bei der Modellkonstruktion umgesetzt wurden, weshalb er auch als Namensgeber fungiert hat.
Die Little Lucille ist nur namentlich, weniger konstruktionstechnisch, die kleinere Schwester von B. B. Kings Sondermodell der Gibson ES-355, Lucille. Die wesentlichen Unterschiede sind Korpusform und -größe sowie die F-Löcher; die deutlichsten Gemeinsamkeiten sind der Tune-O-Matic-Steg mit TP6-Saitenhalter und Feinstimmern sowie die sechsstufige Varitone-Klangschaltung.
Der Modellname Little Lucille rührt von B. B. Kings E-Gitarre Gibson ES-355 her, die von ihm aus pädagogischen Gründen „Lucille“ getauft wurde: als Mahnung, nie wieder leichtfertig sein Leben zu riskieren. Denn B. B. King spielte am Beginn seiner Karriere oft in Lokalen, die durch das offene Feuer Benzin gefüllter Blechtonnen beheizt wurden. Bei einem Auftritt kämpften zwei Männer um eine Frau namens Lucille. Bei dieser Rauferei wurde die Heiztonne umgestoßen, worauf das Lokal zu brennen begann. Nachdem B. B. King ins Freie geflüchtet war, bemerkte er, dass er seine Gitarre auf der Bühne vergessen hatte. Unter Einsatz von Leib und Leben rettete er diese aus dem brennenden Gebäude. Seitdem gibt er seinen Gitarren den Kosenamen „Lucille“, was ihn von lebensgefährlichen Dummheiten abhalten soll.

## Fachkritik
Die zwischen 1999 und 2006 hergestellte Little Lucille wurde von der Fachkritik gelobt:

„B. B. King […] war vom Sound dieser Gitarre (gemeint ist die Gibson Blueshawk), die deutliche Fender-Elemente in den Gibson-Sound einfließen lässt, so begeistert, dass der Schritt zur Zusammenarbeit mit Gibson schnell getan wurde, der diese Little Lucille als Ergebnis hatte! Die nur in wenigen Eigenschaften an B. B. Kings Vorstellungen angepasste Blueshawk ist zwar eine sehr vielseitige Gitarre, aber herausragend ist ihr Blues-Sound, der von den meisten heutigen Gitarren nicht erreicht wird. Rauhe, bissige Klänge, die am besten dann kommen, wenn der Verstärker selbst leicht anzerrt, sind die Domäne der Little Lucille und das wusste Herr King ganz genau!“

## Sammlerstück
Aufgrund der limitierten Produktionszeit existieren weltweit so wenige Exemplare der „Little Lucille“, dass sich das Instrument in den vergangenen Jahren zu einer gesuchten Rarität entwickelt hat, die in den USA mittlerweile um 2.000 Dollar gehandelt wird. In Frankreich wurde Anfang September 2012 ein vom Namensgeber B.B. King signiertes Exemplar um 2.600.- Euro, im Mai 2013 in Deutschland ein neuwertig erhaltenes unsigniertes Exemplar um 1.555 Euro versteigert.